# Gunnarsbyn
Gunnarsbyn ist ein Ort (småort) in der nordschwedischen Provinz Norrbottens län und der historischen Provinz (landskap) Norrbotten. Die Ortschaft liegt im Gebiet der Gemeinde Boden.